# ゲオルギー・セドフ
ゲオルギー・ヤコヴレヴィチ・セドフ（ロシア語表記：Георгий Яковлевич Седов；ラテン翻字例 Georgiy Yakovlevich Sedov、1877年4月23日 - 1914年3月5日）は、ロシアの海軍軍人、北極探検家である。

## 生涯
セドフは1877年3月4日にアゾフ海北岸のクリバヤ・コサーで貧しい漁師の家に生まれた。学校に入れてもらえなかったが、14歳の時にようやく3年生小学校に入学できた。卒業後は商店の倉庫係として働いたが、船乗りの話を聞いて船長を志し、18歳の時にロストフへ行き航海学校に入学した。1898年にそこを卒業すると小型船の船長になったが、遠洋には出られなかったため今度は海兵団の学生となった。
海軍に入ったセドフは海洋調査隊の副隊長として1902年から1903年にかけてノヴァヤゼムリャなどの調査を行った。日露戦争が勃発するとセドフはアムール艦隊の水雷艇艇長になった。 戦後はカスピ海調査に参加し、続いて1909年にコリマ川河口地域調査隊長、1910年にはノヴァヤゼムリャ島調査隊長として調査に従事した。
1912年、セドフは北極点到達を目指す計画を提出した。費用は10万ルーブルとし、政府には5万ルーブルを求めたが、結局1万ルーブルが与えられたのみであった。準備に当たってもセドフは様々な障害にあった。装備も物資の質も悪く、どうにか雇った狩猟船「聖フォーカ」（273トン）も乗員に逃げられた。
予定より大きく遅れて1912年8月27日にセドフ以下隊員5人と船員17名の乗る「聖フォーカ」はアルハンゲリスクを出港。最初の冬はノヴァヤゼムリャ北西部のフォーカ湾で越冬し、その間に調査を実施した。氷のため翌年船が動けるようになったのは9月になってからで、ゼムリャフランツァヨシファに向かいグッカー島で2度目の越冬に入った。越冬中に全員が壊血病になった。セドフは動けるうちに北へ向かうことを決心し、3台の犬ぞりを用意して船員のアレクサンドル・プストシュヌイとグリゴリー・リンニックとともに1914年2月15日に出発した。進むうちにセドフは風邪をひき、症状は悪化して3月5日にルドルフ島まで3kmの地点で死亡。ルドルフ島のアウク岬に埋葬された。
その後プストシュヌイとリンニックは越冬地に戻り、「聖フォーカ」は8月2日にアルハンゲリスクに帰還した。
ノヴァヤゼムリャの、湾の名や、峰の名、フランツ・ヨーゼフ・ランドの氷河や岬の名、バレンツ海の島の名などにセドフの名が命名された。

## ギャラリー

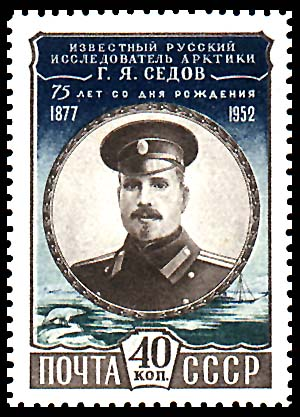
セドフ生誕75周年を記念したソビエト連邦の切手 (1952年発行)
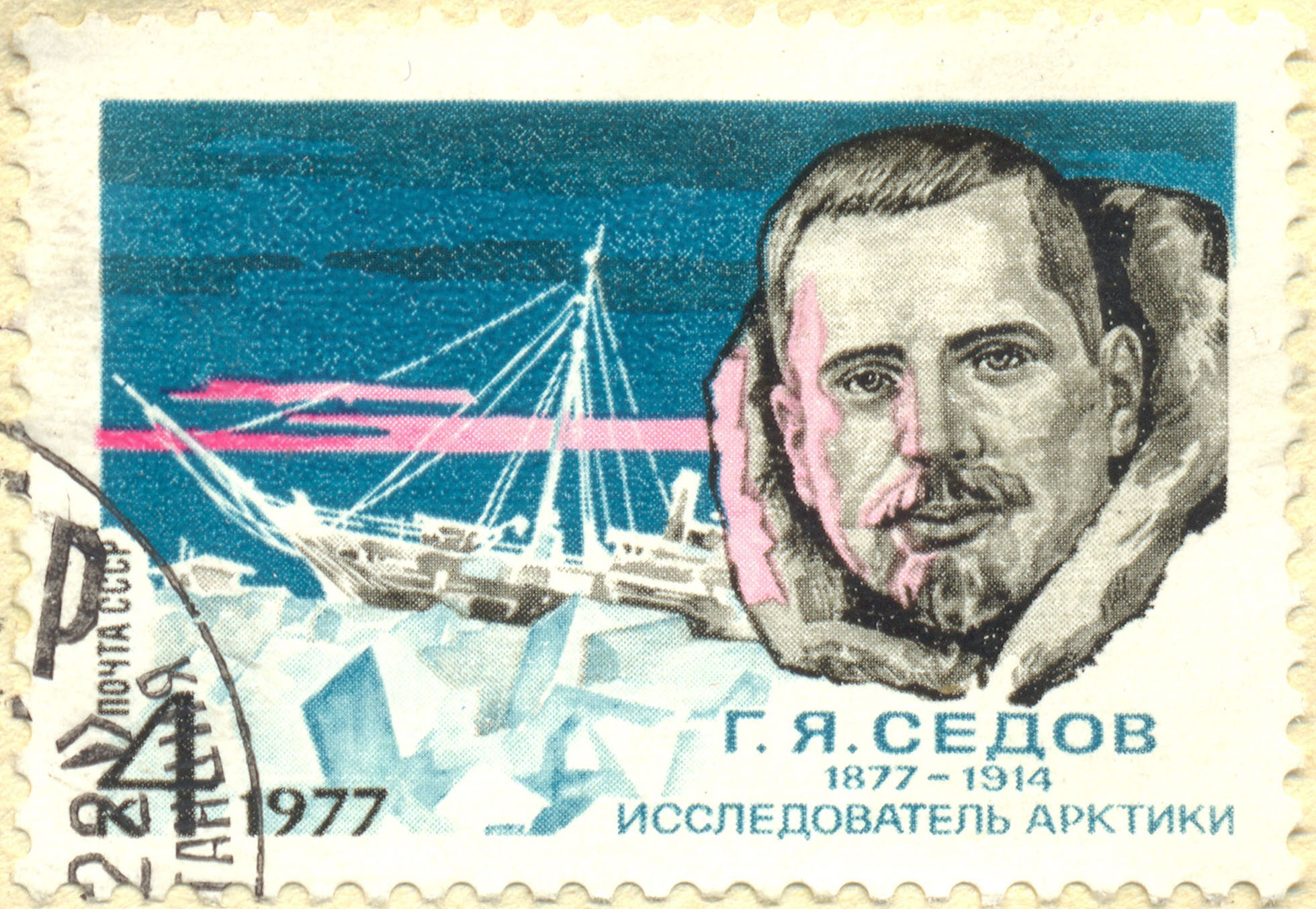
セドフ生誕100周年を記念したソビエト連邦の切手 (1977年発行)
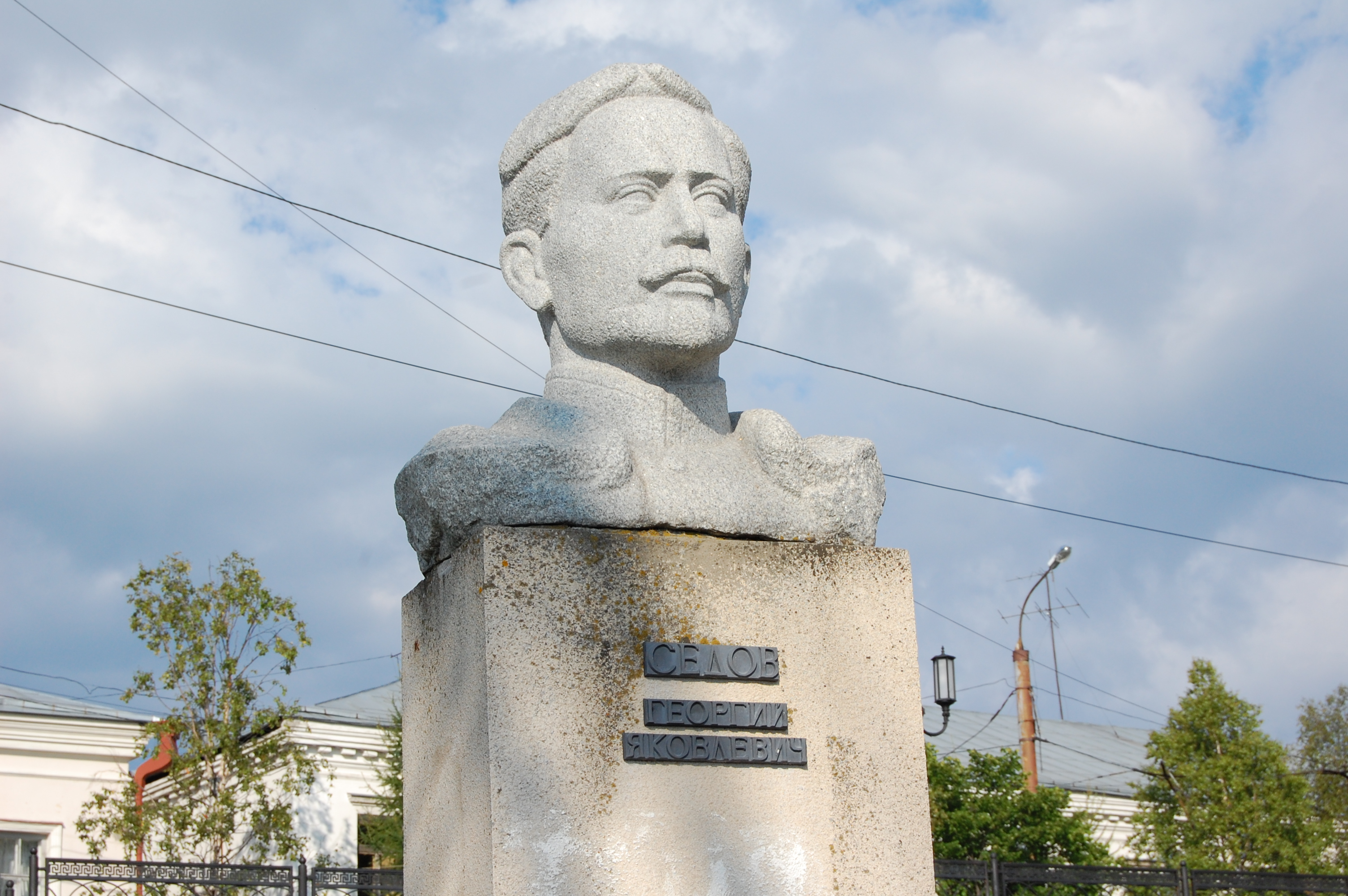
アルハンゲリスクのセドフの胸像